# 韩国电影审查
像多数发达国家一样，韩国电影对公众的影响十分巨大。由于电影的视听效果和关注度会影响公众，且它们带来的影响震动了政府，故政府制定了一套严格规定，厂商必须遵循这套规定才能让电影公映。这一系列规定后来演变成电影审查制度。审查标准时松时紧（取决于政府认知，社会意见和电影性质）。一般电影制片人只能支持政府，且不容许任何批评。因此，电影制片人无法自由表达他们的想法、思想和政见，创造力亦受到限制。这些限制导致电影业的衰落。在韩国电影史中，日治时期和军政府时期的电影审查对韩国电影业的发展影响最大。 

## 日治时期的电影审查
电影在大韩帝国时期（1897-1910年）传入，并迅速流行。日治初期，政府引入了保护日本帝国形象的《审查法》。同时禁止任何人摄制战争片或赞美美国的电影。在此期间出台的法律包括《电影审查条例》和《朝鲜电影法》。
电影审查条例规定：
1. 不论国内外电影，放映前都需要申请许可；
2. 日本警察必须参与电影的审核。

朝鲜电影法包括：
（1）电影许可条件；
（2）对电影的事先限制；
（3）处罚措施。
制定此类法律的主要原因是为控制民众思想（因此类媒体是影响其观众的绝佳工具）。他们要求制片人不得损害日本帝国的形象，也不得称赞他们的敌人，以防止对日本的统治地位产生任何怀疑。他们关闭了一些电影公司，并封禁了一些不利于日本的电影。
该时期遭到审查的电影（部分）：
- 洪开明执导的《血马》（1928）
- 李圭焕执导的渡轮《无主》  [2]

## 军政府独裁时期的电影审查
1973年至1992年，电影审查制度对韩国电影业产生了巨大影响。因此，韩国电影经历了历史上最大的阻碍（后称为萧条时期）。在此期间，朴正熙和全斗焕在其威权统治下加强了电检力度。两人都意识到媒体是当时影响人们对政府看法的最有影响力的渠道。 1987年前，政府以《电影法》规范电影。如果内容不符合他们的标准，则可能被禁止上映。朴正熙设立“电影促进公司”以促进电影产业的发展。但朴正熙建立MPPC的目的是防止电影出现反政府内容。
MPPC的要素：
（1）许可制度；
（2）进口电影限制；
（3）严格的审查制度。
电影制片人只能描绘韩国社会的积极方面，因此，电影无法表达制片人或制片公司的意识形态。它们不断要求政府修改审查制度以保护言论自由，但在政府的威慑力下，这简直是天方夜谭。这导致了韩国电影业的衰落。 

## 早期审查
自1897年首部电影上映以来，韩国电影的历史已经持续了一百余年。但审查制度一直伴随者韩国电影。 1907年，日治朝鲜监察机关制定《安全法》，其中规定，政府有权管制在公共场所发表的任何资讯。日治时期，审查制度的严格程度前所未有。朝鲜总督于1920年设立活动监管委员会，1922年颁布绩效监管规则。在电影《将军的儿子》公映时，有一个日本警察坐在舞台旁边监视观者并抓捕任何向公众宣传的人。在此期间，许多电影都受到了审查。《横跨图们江》在删除部分引起当局不满的内容并将片名更改为《寻找爱》后得以发行。《Ben-Hur 》亦因无声鼓励民族意识被禁。
1960年爆发四·一九运动后，“国家电影伦理委员会”成立，这是第一个对电影进行审查的民间组织。不过《无目的子弹》《教练》虽然与民族意识有关，但仍然可以上映。在五一六政变之后，军政府夺权并进行修宪。该修正案规定“政府出于公共道德和社会道德规范，有权审查电影或娱乐活动”。之后，《无目的子弹》因为电影中的一句话说“走吧”（政府宣称这意味着‘投诚朝鲜’）被撤档。在这段时期内，反共法律允许中央情报局逮捕制片人，然后他们利用该法囚禁《七名女囚犯》制片人李曼熙。当局宣称“他形容朝鲜军队是好人”。当局后来释放了他，但前提是他必须拍一部反共电影，于是他拍摄了《没有服务编号的士兵》。后再次被捕，因为他所拍摄的一部电影中的朝军演员十分英俊。当时，电影一拍摄完就得进行情景审查。此后还必须经过各种巧立名目的审查。甚至在拍摄前，有80%的剧本必须经过删减。（例如《愚人节》在拍摄前就删除了大量剧情。这令电影的长度缩短了三十分钟）。
韩国于1988年举办奥运会之后撤销对共产主义电影的禁令，同时减轻了色情审查力度。但该制度仍然十分严苛。 1996年9月，大卫·柯能堡的《崩溃》被删减了10分钟，此事在当年的国际电影节上成了笑柄。次月，宪法法院裁定审查制度违宪。政府被迫修改法律并成立映像物等级委员会。此外还设立了一个比R级更严苛的附加等级。它是为逾越R级标准的电影设立的，因此只能在韩国的指定影院放映。这意味着电影制作人必须删除场景以使它们获得R级。即使KMRB无权删减电影场景；他们或会暗示制片人需要审查电影才能公映。

## 现行审查制度
近年來，性交畫面已成為製片公司與映像物等级委员会的爭議焦點。按規定電影不得暴露陰毛或生殖器官（除非相關畫面經過打碼）。在極少數情況下，強烈暴力，粗口或部分毒品使用描繪亦可能是一個問題。南韓按照相关规定将電影分為五級： G（全年齡），PG-12（12歲以上），PG-15（15歲以上），R-18（18歲以上）和R（受限）。被预分级的第一部电影是《黄头发》 。这部电影的预订率很高，亦使观众客似云来。这部电影在经过裁剪和技术处理后在1999年初被拒绝分级，随后在上诉后被评为18+。电影《谎言》的制片公司向宪法法院告发KMRB，原告认为该分级结果违宪。它们从预分级更改为限级。由于KMRB对R级电影的严格限制，所以它与预分级没有区别。电影公司亦因为这些限制而倒闭。因此，获得R评级的电影基本无法在影院观赏。《看见恶魔》在删剪90秒的镜头后才得以在电影院公映。
除此之外，在《國家保安法》下，含有同情、稱讚北韓内容的电影也难以在韩国上映。中国大陆电影《金刚川》原计划2021年9月在韩国网络上映，但因为韓國社會各界存在的反對聲音與質疑，片商最终主动撤回了《金刚川》在韩国的上映申请。基于同样的原因《长津湖》的上映計劃也被韓國电影公司取消，并为此向韩国国民道歉。
2019年7月26日，由於日韓關係惡化，以及受到抵制日貨的影響，日本電影也難以在韓國上映，例如《哆啦A夢：大雄的月球探測記》和《天氣之子》。